# Paczatarez
Paczatarez – debiutancki album zespołu Negatyw z Mysłowic. Został nagrany na przełomie 2001 i 2002 roku w Słabym Studio w Warszawie. Kontrakt zespół zawdzięcza jesiennemu hitowi Amsterdam, który ukazał się na tym wydawnictwie. Był to także pierwszy singel, kolejnym był utwór Lubię was, z teledyskiem na wysypisku śmieci. Ostatnim singlem była piosenka Dziewczyny nie palcie marihuany, a klip nakręcono tanim kosztem w Mysłowicach.

## Spis utworów
1. Paczatarez
2. Amsterdam
3. Na mojej twarzy
4. Lubię was
5. Dziewczyny nie palcie marihuany
6. Mleko
7. Wracam, pytam, nie rozumiem
8. Jesteś jaki jesteś
9. 1978
10. Oddam ci moją myśl
11. Czwarta rano w Mc'broda
12. Na mojej ulicy
13. Zaczarowany świat
14. Myślałem że

## Skład
- gitara – Afgan Gąsior
- gitara, bas, wokal, słowa, aranżacja - Mietall Waluś
- perkusja – Rafał Pożoga
- saksofon – Michał Fetler
- chórki – Darek Kowolik

- muzyka – Darek Kowolik (1, 3, 5, 6, 7, 8, 10, 11, 12, 13), Mietall Waluś (1, 2, 9, 14)
- słowa – Mietall Waluś

- miksowanie, nagrywanie - Sławek Janowski
- mastering - Julita Emanuiłow

## Sprzedaż
| Oficjalna Lista Sprzedaży OLIS |    |
| Tydzień                        | 01 |
| Pozycja                        | 27 |